# Ryszard Czerniawski
Ryszard Waldemar Czerniawski (ur. 20 sierpnia 1952 w Józefowie, zm. 31 sierpnia 2019 w Helu) – polski prawnik i ekonomista, doktor habilitowany nauk prawnych, profesor nadzwyczajny SWPS Uniwersytetu Humanistycznospołecznego, współorganizator Giełdy Papierów Wartościowych w Warszawie, w latach 2012–2015 zastępca rzecznika praw obywatelskich.

## Życiorys
Absolwent Wydziału Prawa i Administracji Uniwersytetu Warszawskiego oraz Wydziału Handlu Zagranicznego Szkoły Głównej Planowania i Statystyki w Warszawie. Uzyskał uprawnienia radcy prawnego. Doktoryzował się w zakresie nauk prawnych w 2008 w Wyższej Szkole Handlu i Prawa im. Ryszarda Łazarskiego na podstawie rozprawy zatytułowanej Odpowiedzialność karna akcjonariuszy i członków rad nadzorczych spółek akcyjnych. W 2015 na Wydziale Prawa Uniwersytetu w Białymstoku uzyskał stopień doktora habilitowanego nauk prawnych na podstawie oceny dorobku naukowego oraz rozprawy pt. Dziedziczenie papierów wartościowych.
W latach 1983–1991 pracował jako dziennikarz PAP oraz czasopisma „Prawo i Życie”. Pomiędzy 1991 (od założenia) a 1994 był dyrektorem Biura Prawnego Giełdy oraz prezesem Sądu Giełdowego. Następnie do 2006 zajmował stanowisko wiceprezesa zarządu GPW. W okresie od 1995 do 2006 był członkiem (w tym przewodniczącym) rady nadzorczej Krajowego Depozytu Papierów Wartościowych. Wieloletni redaktor naczelny „Przeglądu Prawa Giełdowego” oraz członek kolegium redakcyjnego miesięcznika NBP „Bank i Kredyt”.
Po odejściu z władz GPW praktykował jako doradca w prywatnej kancelarii. W 2009 został adiunktem na Wydziale Prawa Uniwersytetu SWPS w Warszawie, a następnie profesorem nadzwyczajnym na tej uczelni. 1 lutego 2012 powołany na zastępcę rzecznika praw obywatelskich. Pełnił tę funkcję do 2015.
Został pochowany na cmentarzu w Józefowie.

## Odznaczenia
W 2000, za wybitne zasługi dla rozwoju i promocji rynku giełdowego i kapitałowego w Polsce, odznaczony Krzyżem Kawalerskim Orderu Odrodzenia Polski.

## Wybrane publikacje
Autor publikacji z zakresu prawa i ekonomii, w tym m.in. książek:
- Giełdy,
- Prawo o publicznym obrocie papierami wartościowymi i funduszach powierniczych – komentarz (współautor z Markiem Wierzbowskim),
- Ustawa o obligacjach – Komentarz,
- Kodeks spółek handlowych. Przepisy o spółce akcyjnej. Komentarz,
- Pomiędzy prawem a finansami (współautor z Anną Rapacką),
- Statuty Giełdy Warszawskiej,
- Statutes of the Warsaw Stock Exchange,
- Poradnik akcjonariusza,
- Zarząd spółki akcyjnej,
- Odpowiedzialność karna akcjonariuszy i członków rad nadzorczych spółki akcyjnej,
- Walne zgromadzenie spółki akcyjnej.